# Gil Pinto
Gil Pinto José mais conhecido por Gil Pinto  (2 de outubro de 1949 - 27 de março de 2016), foi um cantor da música moçambicana, nasceu no distrito de Búzi, na província de Sofala.

## Sua vida na infância
Gil Pinto mudou-se da sua terra natal Búzi para a cidade da Beira com aproximadamente um mês de idade.
O encarniçamento pela música surgiu no início da década de 60, influenciado pelo seu Pai que tocava varimba e pelo seu tio que tocava guitarra.

## Carreira musical
A sua carreira musical começou a ter destaque a partir duma festa de aniversário que comemorava o dia da Cidade da Beira, Gil Pinto Subiu ao palco pela primeira vez, a 20 de agosto de 1965 a convite de um elemento da então banda musical Manica e Sofala. A partir daquele dia em diante nunca mais parou.
Para além da banda Manica e Sofala, Gil Pinto fez parte dos conjuntos Irmãos Moçambicanos, por ter sido criado, Camponeses da Munhava, Sacrifícios e MK7.
Nos últimos tempos, Gil Pinto, tocava no Conjunto Irmãos sem Maldade, criado pelo  músico Chapepa.
Gil Pinto foi vocalista e habilíssimo tocador de flauta, maracas e precursão.
O ícone da Munhava, tem mais de trinta canções gravadas em fita magnética nos estúdios da Rádio Moçambique (Sigla RM) na Beira e outras gravadas em diversos estúdios privados da Beira.
No dia 3 de fevereiro Gil Pinto foi agraciado com a medalha de mérito Artes e Letras, em reconhecimento de serviços de grande realce, prestados para o desenvolvimento e consolidação da nação moçambicana, nos termos da lei 10/2011 de 13 de Julho que estabelece o sistema de títulos honoríficos e condecorações.
Gil Pinto cantou em espectáculos promovidos pela Rádio Moçambique, sem nenhuma compensação, pois verbalizava as palavras “a Rádio é a minha casa’’.
Ainda levava em consideração o dia da fundação da Rádio e do seu nascimento, 2 de outubro.
Aos 66 anos de idade morreu vítima de doença, no dia 27 de março de 2016, em pleno Domingo dia em que comemorava-se a Pascoa Católica.